# Vasopressin
Vasopressin, còn được gọi là hormone chống lợi tiểu (ADH), arginine vasopressin (AVP) hoặc argipressin, là một hormone tổng hợp dưới dạng tiền hormone peptide trong tế bào thần kinh ở vùng dưới đồi, và được chuyển thành ADH. Sau đó, nó được đi xuống sợi trục của tế bào đó, mà kết thúc ở thùy sau tuyến yên, và được giải phóng từ các túi chứa vào hệ tuần hoàn để đáp ứng với hiện tượng ưu trương (áp suất thẩm thấu cao). ADH có hai chức năng chính. Đầu tiên, nó làm tăng lượng nước được tái hấp thu trở lại vào hệ tuần hoàn từ dịch lọc trong ống thận của nephron. Thứ hai, ADH có thể "thắt" các các tiểu động mạch, làm tăng sức cản ngoại biên trong mạch và làm tăng huyết áp động mạch.
ADH còn có thể có một chức năng thứ ba. Một số ADH có thể được giải phóng trực tiếp vào não từ vùng dưới đồi, và có thể đóng một vai trò quan trọng trong hành vi xã hội, ham muốn tình dục và kết đôi, và phản ứng của người mẹ đối với stress.
ADH có chu kỳ bán rã rất ngắn, chỉ từ 16-24 phút.
Vasopressin có sẵn để sử dụng như thuốc xịt mũi như là một bổ sung cho chế độ ăn uống,  chất nghiên cứu hóa học, hoặc dưới dạng thuốc.

## Chức năng
Vasopressin điều hòa khi các dịch cơ thể bị ưu trương. Chất này được giải phóng từ thùy sau tuyến yên để đáp ứng với việc áp suất thẩm thấu tăng cao và làm cho thận tái hấp thụ lại nước, và đưa nước vào lại tuần hoàn từ các ống của nephron, do đó sẽ đưa trạng thái chất lỏng của cơ thể về bình thường. Một hậu quả ngẫu nhiên của sự tái hấp thu nước của thận này là giảm lượng nước tiểu nên nước tiểu sẽ đặc hơn. ADH nếu được giải phóng ở nồng độ cao cũng có thể làm tăng huyết áp do gây co mạch vừa phải.
ADH cũng có thể có một loạt các hiệu ứng thần kinh lên não. Nó có thể ảnh hưởng đến việc kết đôi ở chuột. Sự phân bố mật độ cao của thụ thể vasopressin AVPr1a ở vùng dưới não trước của chuột đồng đã được chứng minh là tạo điều kiện thuận lợi và điều phối các vòng phần thưởng trong quá trình hình thành sự ưa thích với bạn đời, rất quan trọng cho sự kết đôi.
Một chất rất giống ADH, lysine vasopressin (LVP) hoặc lypressin, có chức năng tương tự ở lợn và được sử dụng trong điều trị thiếu hụt ADH ở người.